# 墮落天使 (小說)
《墮落天使》（英語：Fallen），是一部由美國作家蘿倫·凱特所撰寫的青少年小說，目前有四本本傳，和兩本外傳。截至2011年4月6日，《墮落天使》於《紐約時報》暢銷排行榜名單上出現一年4個月之久。

## 媒體

### 電影
自2009年起，小說就已計畫被改變成電影，為Lotus Entertainment獲得版權。導演由史考特·希克斯擔任，主演包括愛迪生·婷琳、傑瑞米·歐文與哈里森·吉爾伯特森。
電影於2014年2月在匈牙利拍攝，定於2016年11月上映。該片被評為PG-13級。

## 外部連結
- 官方網站
- 蘿倫·凱特的官方網站 （页面存档备份，存于）
- 互联网电影数据库（IMDb）上《墮落天使》的资料（英文）